# Vektorautoregressive Modelle
Vektorautoregressive Modelle (kurz VAR-Modelle) sind sehr weit verbreitete ökonometrische Modelle zum simultanen Schätzen mehrerer Gleichungen. Sie sind das mehrdimensionale Analogon zum autoregressiven Modell. Sie gehören zu der Modelloberklasse der VARMA-Modelle. Bei dieser Art von Zeitreihenmodellen werden die endogenen Variablen sowohl durch ihre eigenen Vergangenheitswerte, als auch durch die Vergangenheitswerte der anderen endogenen Variablen bestimmt. Die Variablen werden deshalb auch als verzögert exogen bezeichnet. Es gibt also eine Rückkopplung zwischen den Variablen, wenn die Kovarianzmatrix nicht-diagonal ist.

## Motivation
Ein einfaches zweidimensionales VAR-Modell enthält zwei Zeitreihen {\displaystyle x_{t}^{(1)}} und {\displaystyle x_{t}^{(2)}}, die erklärt werden, und noch eine weitere Zeitreihe {\displaystyle z_{t}}, die zur Erklärung herangezogen wird. Die Modellgleichungen lauten dann
{\displaystyle x_{t}^{(1)}=\nu _{1}+a_{11}x_{t-1}^{(1)}+a_{12}x_{t-1}^{(2)}+b_{1}z_{t}+\epsilon _{t}^{(1)}},
{\displaystyle x_{t}^{(2)}=\nu _{2}+a_{21}x_{t-1}^{(1)}+a_{22}x_{t-1}^{(2)}+b_{2}z_{t}+\epsilon _{t}^{(2)}}.
oder in Matrixschreibweise:
{\displaystyle X_{t}=\nu +A_{1}\cdot X_{t-1}+B\cdot Z_{t}+\epsilon _{t}}
Die Werte der beiden Zeitreihen {\displaystyle x_{t}^{(1)}} und {\displaystyle x_{t}^{(2)}} zur Zeit {\displaystyle t} hängen also ab von
- der Vergangenheit beider Zeitreihen,
  - im VAR(1)-Modell nur von den Werten der Vorperiode, {\displaystyle x_{t-1}^{(1)}} und {\displaystyle x_{t-1}^{(2)}},
  - im VAR(p)-Modell können weitere lags (von englisch „Verzögerungen“) miteinbezogen werden,
- weiteren erklärenden Zeitreihen, hier: {\displaystyle z_{t}} zur Zeit {\displaystyle t} sowie
- den Fehlertermen {\displaystyle \epsilon _{i}}.

Im Modell müssen die Modellparameter
- {\displaystyle \nu ={\begin{pmatrix}\nu _{1}\\\nu _{2}\end{pmatrix}}},
- {\displaystyle A_{1}={\begin{pmatrix}a_{11}&a_{12}\\a_{21}&a_{22}\end{pmatrix}}} und
- {\displaystyle B={\begin{pmatrix}b_{1}\\b_{2}\end{pmatrix}}}

iterativ aus den Daten geschätzt werden.

## Abgrenzung zu Transferfunktionsmodellen
Es gibt Ähnlichkeiten zwischen den VAR-Modellen und den Transferfunktionsmodellen. Ein VAR(1)-Modell darf aber nicht als kausales Transferfunktionsmodell angesehen werden. Grund ist die jeweilige kontemporäre Korrelierung der Schockvariablen. Durch die Orthogonalisierung der Schockvariablen (Diagonalisierung der Kovarianzmatrix) kann ein VAR(1)-Modell trotzdem in ein kausales Transferfunktionsmodell umgewandelt werden.

## Spezifikation und Schätzung von VAR-Modellen
In Vektor-Matrix-Form kann ein {\displaystyle n}-dimensionales VAR(p)-Modell geschrieben werden als
{\displaystyle X_{t}=\nu +A_{1}\cdot X_{t-1}+A_{2}\cdot X_{t-2}+\ldots +A_{p}\cdot X_{t-p}+B\cdot Z_{t}+\epsilon _{t}},
wobei {\displaystyle X_{t}} den Vektor der endogenen Variablen, {\displaystyle Z_{t}} den Vektor der exogenen Variablen und {\displaystyle \epsilon _{t}} den Fehlerterm bezeichnet. Die Vektoren {\displaystyle \nu ,B\in \mathbb {R} ^{n}} und die Matrizen {\displaystyle A_{1},\dotsc ,A_{p}\in \mathbb {R} ^{n\times n}} sollen geschätzt werden. Dies ist ein lineares Modell, somit findet der Satz von Gauß-Markow Anwendung und das Modell kann effizient mit der Methode der kleinsten Quadrate geschätzt werden. Zur Herleitung des Schätzers, der Kovarianzmatrix usw. siehe z. B. Lütkepohl (1991).
Zur Wahl der optimalen Anzahl {\displaystyle p} von Verzögerungen (optimale Lagordnung) können z. B. das Akaike- oder das Schwarz-Informationskriterium herangezogen werden. Auch wenn die Kleinste Quadrate Schätzung selbst keinerlei Voraussetzungen seitens Erwartungswert oder Varianz von {\displaystyle X_{t}}hat, sind konstante Momente doch für Güteaussagen und die Spezifikation der Lags über die Informationskriterien erforderlich. Daher werden Zeitreihen vor der Schätzung von VAR Modellen üblicherweise trendbereinigt (etwa mit Hodrick-Prescott-Filter) und dadurch stationär gemacht. Ein alternativer Ansatz ist die Schätzung von Vektor-Fehlerkorrekturmodellen.

## Vorzüge und Probleme von VAR

### Vorzüge
VAR-Modelle verdanken ihre heutige Popularität in den Wirtschaftswissenschaften wesentlich der tiefgreifenden Kritik von Christopher Sims (1980) an theoriefundierten Mehrgleichungsmodellen, die in den 1960 und 1970er Jahren für ökonomische Prognosen eingesetzt wurden, Sims nimmt z. B. auf das FRB-MIT Modell Bezug. Diese Modelle bestanden aus bis zu mehreren Dutzend Gleichungen, die einzelne Sektoren der Ökonomie beschrieben und separat geschätzt wurden. Die Modellgleichungen setzten i. d. R. nur einige der endogenen Variablen des Gesamtmodells in Beziehung. Sims kritisiert, dass dies gleichbedeutend mit einer großen Menge mehr oder weniger willkürlicher Restriktionen im Modell ist, die Modellergebnisse massiv verzerren können. Des Weiteren sind solche Modelle erheblich von der Lucas-Kritik betroffen und leiden potenziell noch unter zusätzlichen statistischen Problemen.
VAR-Modelle sind theoriefrei und setzen daher keinerlei mehr oder weniger willkürliche Restriktionen. Sie sind daher, trotz ihrer relativen Einfachheit, klassischen Mehrgleichungsmodellen prognostisch überlegen und werden bis heute als Benchmark genutzt, um die Prognosegüte moderner theoriebasierter Modelle (insb. DSGE-Modelle) zu bewerten.
Des Weiteren gibt es mit Structural VARs, das sind VARs mit Restriktionen in der Kovarianzmatrix oder Parametern, Möglichkeiten Vorinformationen gezielt zur Verbesserung der Prognosegüte oder zur Ableitung struktureller dynamischer Aussagen aus VARs zu verwenden.

### Probleme
- VAR-Modelle sind durch die vielen zu schätzenden Parameter bei üblichen ökonomischen Datensatzgrößen relativ ungenau, darauf weist bereits Sims (1980) hin.
- VAR-Modelle sind nicht zwingend eindeutig, d. h. auch mit Hilfe von Restriktionen kann es unmöglich sein, aus einem SVAR ökonomische Aussagen abzuleiten.[6]
- VAR-Modelle sind nicht frei von der Lucas-Kritik, d. h. sie können nicht ohne weiteres für Politiksimulationen eingesetzt werden.[7]